# ベンヤミン・ヘンリヒス
ベンヤミン・ヘンリヒス（Benjamin Henrichs, 1997年2月23日 - ）は、ドイツ・ノルトライン＝ヴェストファーレン州ケルン出身のサッカー選手。RBライプツィヒ所属。ポジションはミッドフィールダーまたはディフェンダー。

## 経歴

### クラブ
ドイツ人の父とガーナ人の母との間に生まれる。SpVgポルツ＝グレンベルクホーフェンでサッカーを始めると、2004年にバイエル・レバークーゼンの下部組織へ入団。UEFAユースリーグ 2014-15では6試合に出場し1得点を挙げた。
2015年8月のボルシア・ドルトムント戦でブンデスリーガデビュー。78分にカリム・ベララビとの交代で試合に入ったが0-3で敗れた。
2016年、フリッツ・ヴァルター・メダルU-19部門で金賞を獲得した。
2018年8月28日、ASモナコへ2023年6月までの5年契約で完全移籍した。
2020年7月8日、RBライプツィヒへ買取オプション付きの1年間のレンタル移籍。
2021年4月12日、RBライプツィヒは買取オプションを行使し、ヘンリヒスと2025年までの契約を結んだと発表した。2024年5月18日、クラブとの契約を2028年まで延長した。

### 代表
代表レベルではU-15ドイツ代表に招集されて以来、各アンダー年代のドイツ代表に招集されている。U-17ドイツ代表としては2014年5月にマルタで開催されたUEFA U-17欧州選手権2014の代表メンバーに選ばれグループリーグ3試合に出場し、初戦のU-17スイス代表戦では1得点を決めた。
U-19ドイツ代表としては2016年7月に地元ドイツで開催されたUEFA U-19欧州選手権2016の代表メンバーに選ばれ全4試合に出場、2017 FIFA U-20ワールドカップ出場をかけたU-19オランダ代表とのプレーオフでは3対3の同点のまま決着がつかずPK戦の6人目のキッカーを務めるとこれを冷静に決めドイツの本大会出場に貢献した。
2016年11月5日、2018 FIFAワールドカップ・ヨーロッパ予選のサンマリノ代表戦および国際親善試合のイタリア代表戦に向け、ドイツ代表に招集されると、同年11月11日に行われたサンマリノ代表戦において先発出場という形で代表デビューを果たした。
2017年5月、ロシアで開催されるFIFAコンフェデレーションズカップ2017の代表メンバーに選出された。グループリーグ第3戦のカメルーン代表戦で途中交代という形で出場機会を得ると、準決勝のメキシコ代表戦では右ウイングバックとして先発出場し、レオン・ゴレツカの先制点をアシストする活躍を見せ、決勝進出に貢献した。決勝戦では出場機会はなかったが、優勝メンバーに名を連ねた。
2021年7月、東京オリンピックに出場するU-24ドイツ代表メンバーに選出された。

## 個人成績
出典
2017/05/21現在
| クラブ         | シーズン | リーグ         | リーグ | リーグ | カップ | カップ | UEFA | UEFA | その他 | その他 | 通算 | 通算 |
| クラブ         | シーズン | リーグ         | 出場   | 得点   | 出場   | 得点   | 出場 | 得点 | 出場   | 得点   | 出場 | 得点 |
| -------------- | -------- | -------------- | ------ | ------ | ------ | ------ | ---- | ---- | ------ | ------ | ---- | ---- |
| レバークーゼン | 2015–16  | ブンデスリーガ | 9      | 0      | 0      | 0      | 1    | 0    | 0      | 0      | 10   | 0    |
| レバークーゼン | 2016–17  | ブンデスリーガ | 29     | 0      | 1      | 0      | 7    | 0    | 0      | 0      | 37   | 0    |
| 通算           | 通算     | 通算           | 38     | 0      | 1      | 0      | 8    | 0    | 0      | 0      | 47   | 0    |

## 受賞歴

### 代表
- FIFAコンフェデレーションズカップ：2017

### 個人
- フリッツ・ヴァルター・メダル・U-19部門金賞（2016年）

## 代表歴

### 出場大会
- U-17ドイツ代表

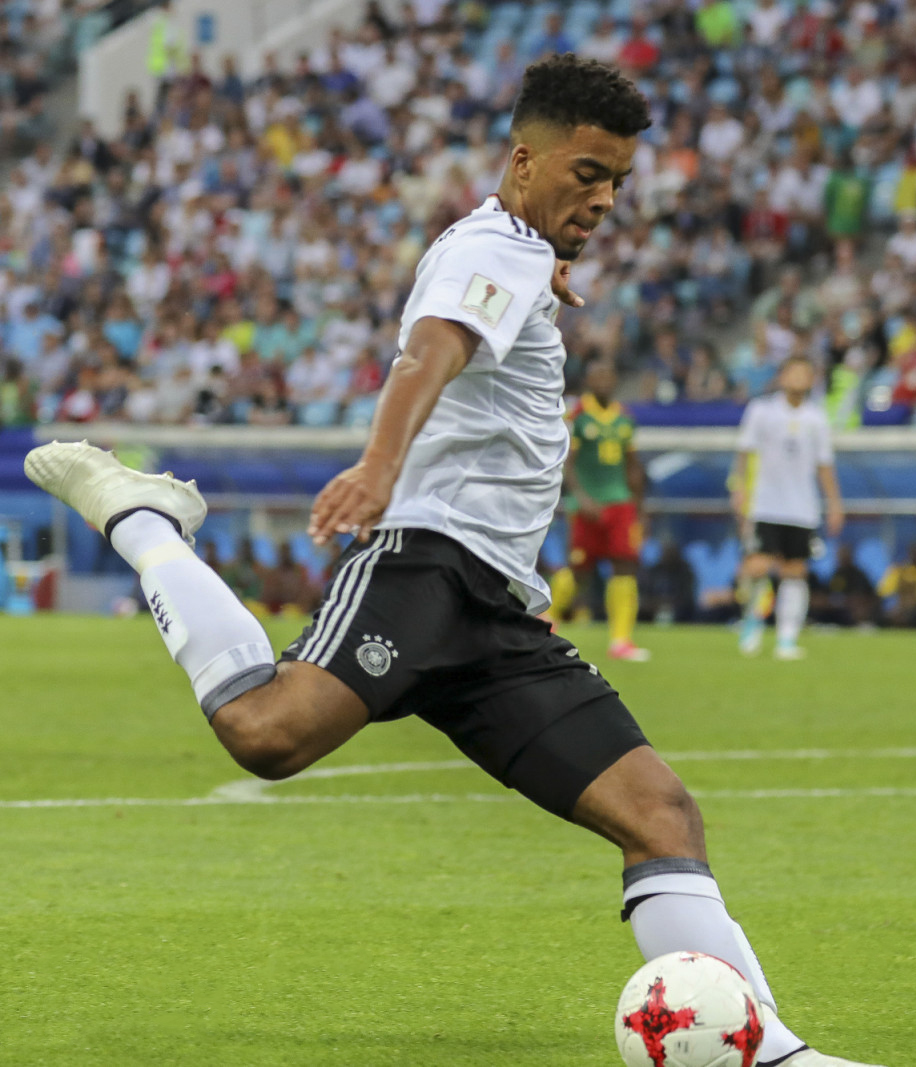
FIFAコンフェデレーションズカップ2017でのヘンリヒス

  - 2014年 - UEFA U-17欧州選手権
- U-19ドイツ代表
  - 2016年 - UEFA U-19欧州選手権
- ドイツ代表
  - 2017年 - FIFAコンフェデレーションズカップ
  - 2024年 - UEFA EURO 2024

### 試合数
- 国際Aマッチ 3試合 0得点（2016年 - ）[23]

| ドイツ代表 | 国際Aマッチ | 国際Aマッチ |
| 年         | 出場        | 得点        |
| ---------- | ----------- | ----------- |
| 2016       | 1           | 0           |
| 2017       | 2           | 0           |
| 通算       | 3           | 0           |